# Wysoka (województwo podkarpackie)
Wysoka – wieś w Polsce położona w województwie podkarpackim, w powiecie łańcuckim, w gminie Łańcut.
W miejscowości znajduje się rzymskokatolicka parafia pw. św. Małgorzaty należąca do dekanatu Łańcut I.
W latach 1975–1998 miejscowość należała administracyjnie do województwa rzeszowskiego.
| SIMC    | Nazwa         | Rodzaj    |
| ------- | ------------- | --------- |
| 0655267 | Bolisz        | część wsi |
| 0655273 | Budy Wysockie | część wsi |
| 0655280 | Bujdak        | część wsi |
| 0655296 | Dół           | część wsi |
| 0655304 | Kawałki       | część wsi |
| 0655310 | Pańska Ulica  | część wsi |
| 0655327 | Tkacze        | część wsi |

## Historia
Wieś powstała w związku z osadnictwem prowadzonym w XIV wieku przez Ottona z Pilczy. Osadzona przez osadników niemieckich lub ze Śląska sądząc po nazwiskach występujących w księdze ławniczej. W 1450 roku właścicielem był Jan z Pilczy wnuk Ottona i syn Elżbiety Granowskiej trzeciej żony Władysława Jagiełły. 
Do początku XVIII wieku w posiadaniu rodziny Korniaktów. W połowie XVIII wieku zarządza wsią Rafał Antoni Skarbek. Od połowy XVIII wieku właścicielem jest Franciszek Salezy Potocki, a po nim jego syn Stanisław Szczęsny Potocki, który w 1786 roku sprzedał wieś Konstancji z Bekierskich Rogalińskiej.

## Urodzeni w Wysokiej
- Stanisław Babiarz – major Wojska Polskiego
- Adam Szal – arcybiskup metropolita archidiecezji przemyskiej
- Michał Tajchman – major pilot Wojska Polskiego, cichociemny.
- Stanisław Szmuc – malarz, twórca polichromii, mozaik i sgraffit